# Тиквеник
Тиквеникът е вид сладка баница, на която плънката се състои от настъргана тиква и захар. Приготвя се като витата баница, от тестени кори, които се навиват, като пури на руло с равномерно добавяне на сместа от тиква, захар и счукани орехи. Добавя се и олио. В много рецепти се добавя, заедно с олиото и краве масло, когато не е за ритуалното постно ядене на Бъдни вечер. Така получените рула се нареждат в тава, обикновено се навиват в кръг и се пекат. Сервира се с кисело мляко или компот.